# Навозник белый
Наво́зник бе́лый (лат. Coprinus comatus) — гриб рода Навозник (Coprinus) семейства Шампиньоновые (Agaricaceae). 

## Описание
Шляпка высотой до 5—15, иногда до 20 см, 5—10 см в диаметре, у молодого гриба удлинённо-яйцевидная, потом узкоколокольчатая. Цвет белый, сероватый или коричневатый, на верхушке широкий коричневый бугорок. Поверхность густо покрыта волокнистыми чешуйками.
Мякоть белая, мягкая, тонкомясистая, без особого вкуса и запаха.
Пластинки свободные, широкие, очень частые. Цвет их у молодых грибов белый, затем снизу начинают розоветь, позже расплываются вместе со шляпкой в чёрную жидкость (автолиз), в которой присутствуют многочисленные споры.
Ножка 10—35 см высотой, 1—2 см в диаметре, центральная, цилиндрическая, белая, с шелковистым отливом, полая. В основании заметно луковицевидное утолщение.
Остатки покрывал: кольцо плёнчатое, очень нежное, подвижное, у молодых грибов белое, после начала автолиза окрашивается в чёрный цвет.
Споровый порошок чёрный, споры 12×8 мкм, эллипсоидальные, с порой.

## Экологияи распространение
Встречается на рыхлых почвах, богатых органическими удобрениями, на пастбищах, огородах, в садах и парках. Встречается часто, плодоносит большими группами. Распространён повсеместно в северной умеренной зоне.
Сезон лето — осень.

## Пищевые качества
Гриб съедобен только в молодом возрасте, до начала окрашивания пластинок, не позже двух суток после того, как появился из почвы. Необходимо перерабатывать его не позже, чем через 1—2 часа после сбора, так как реакция автолиза продолжается даже в замороженных грибах. Рекомендуется предварительно отваривать как условно-съедобный, хотя есть утверждения о съедобности гриба даже в сыром виде. Не рекомендуется также смешивать навозники с другими грибами.
В России гриб долгое время был непопулярен, считался «поганкой», однако в некоторых европейских странах (Чехия, Финляндия, Франция) высоко ценится и считается деликатесом.

### Токсичность
В отличие от некоторых других навозников при употреблении с алкоголем нетоксичен.

## Галерея

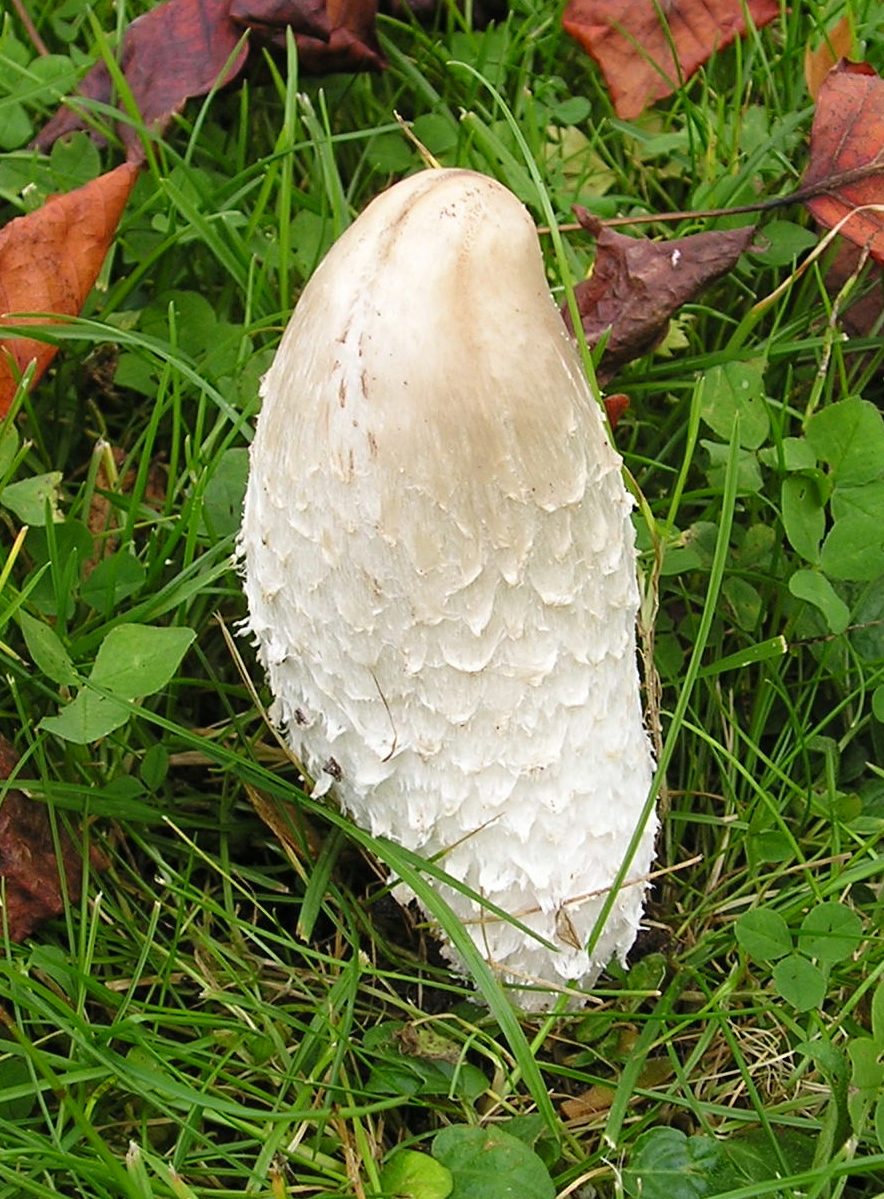
Молодой гриб
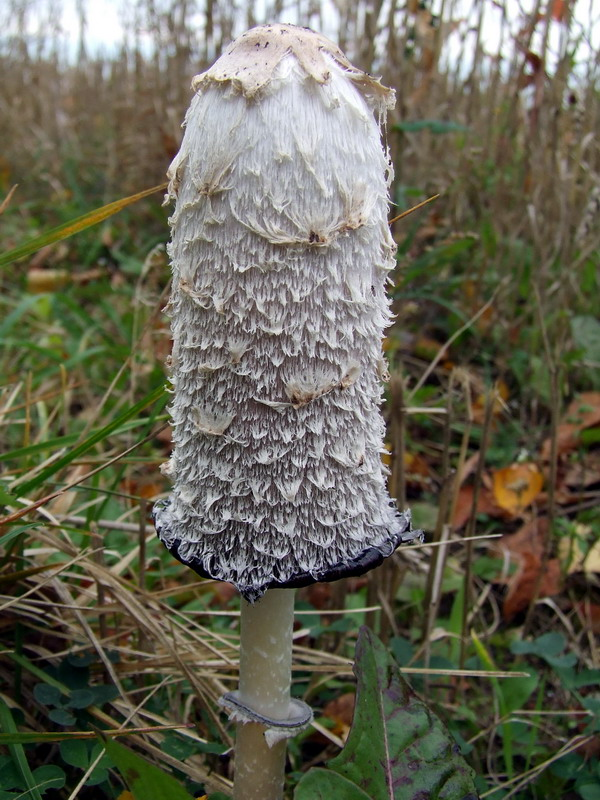
Начало автолиза
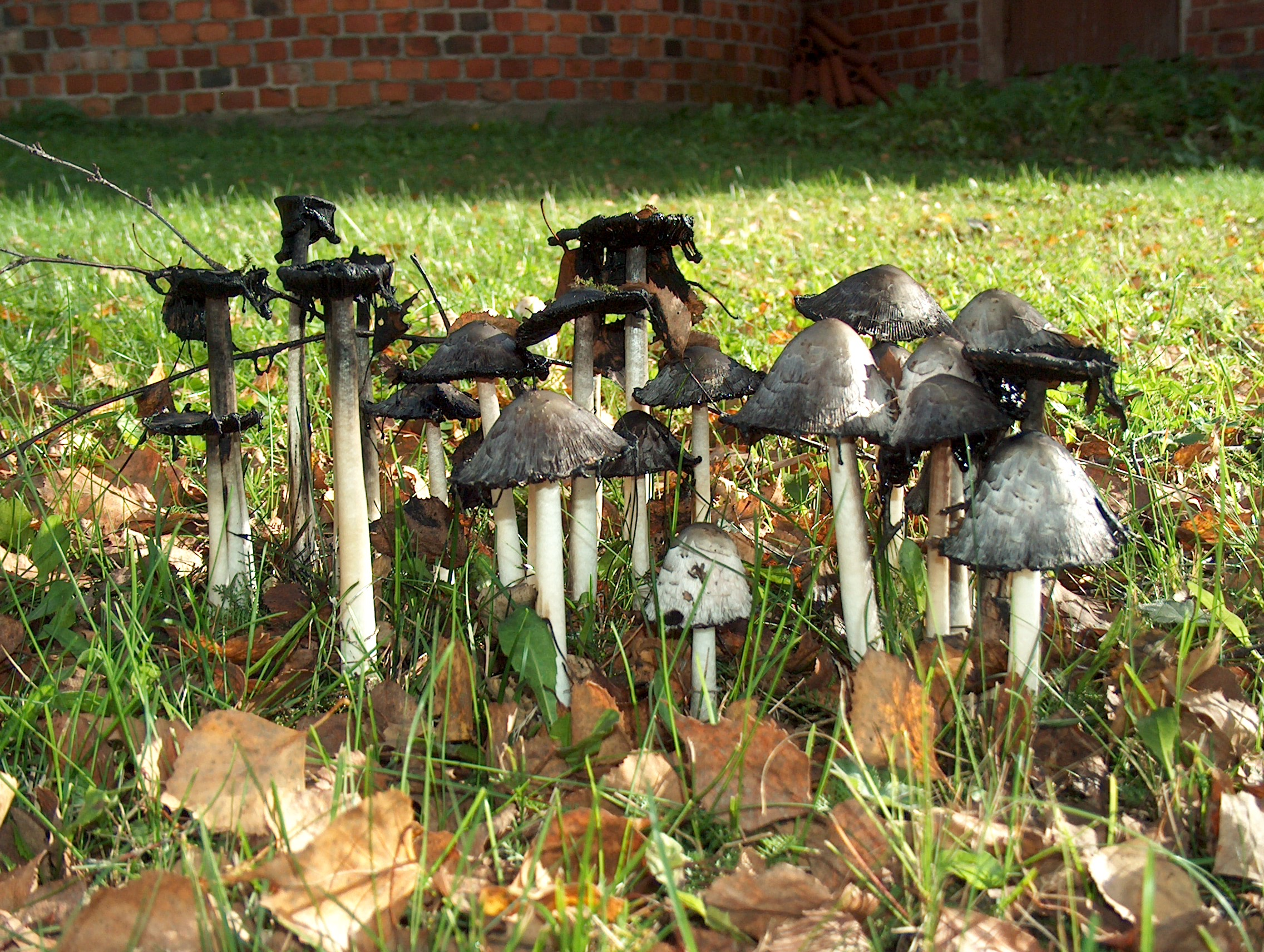
Группа грибов на разных стадиях автолиза